# إيرل ميتشيل
إيرل ميتشيل (بالإنجليزية: Earl Mitchell) هو لاعب كرة قدم أمريكية أمريكي، ولد في 25 سبتمبر 1987 في هيوستن في الولايات المتحدة.

## وصلات خارجية
- إيرل ميتشيل على موقع مرجع كرة القدم المحترفة.كوم (الإنجليزية)